# New Delhi
New Delhi is de officiële hoofdstad van India. New Delhi is een gemeente en een district van het Nationaal Hoofdstedelijk Territorium van Delhi, en is onderdeel van de agglomeratie rond de metropool Delhi. Vaak wordt alleen de naam Delhi gebruikt wanneer naar de hoofdstad wordt verwezen. De gemeente New Delhi heeft een oppervlakte van 42,7 km² en 294.783 inwoners, het district New Delhi heeft een oppervlakte van 35 km². De metropool Delhi heeft 27.280.000 inwoners en is daarmee de derde stad op de wereldranglijst.

## Geschiedenis
New Delhi is in 1912 door de Britten gesticht om als nieuwe hoofdstad van Brits-Indië te fungeren. De stad was officieel gereed in 1929 en werd in 1931 als hoofdstad in gebruik genomen. Van 1912 tot 1931 fungeerde Delhi als tijdelijke hoofdstad; tot 1912 was Calcutta de hoofdstad.

## Stadsbeeld
Doordat New Delhi een planmatig aangelegde Britse stad is, heeft de stad een opvallend Brits-koloniaal uiterlijk; dit in tegenstelling tot het veel grotere en oudere Delhi. De stad bezit ook enkele grote parken naar Brits voorbeeld. Uit de koloniale tijd dateren vele gebouwen, waaronder het Rashtrapati Bhavan, de ambtswoning van de president van India. Het resultaat van de koloniale erfenis is dat de hoofdstad van India het minst op een Indiase stad lijkt wat architectuur en stadsplanning betreft.

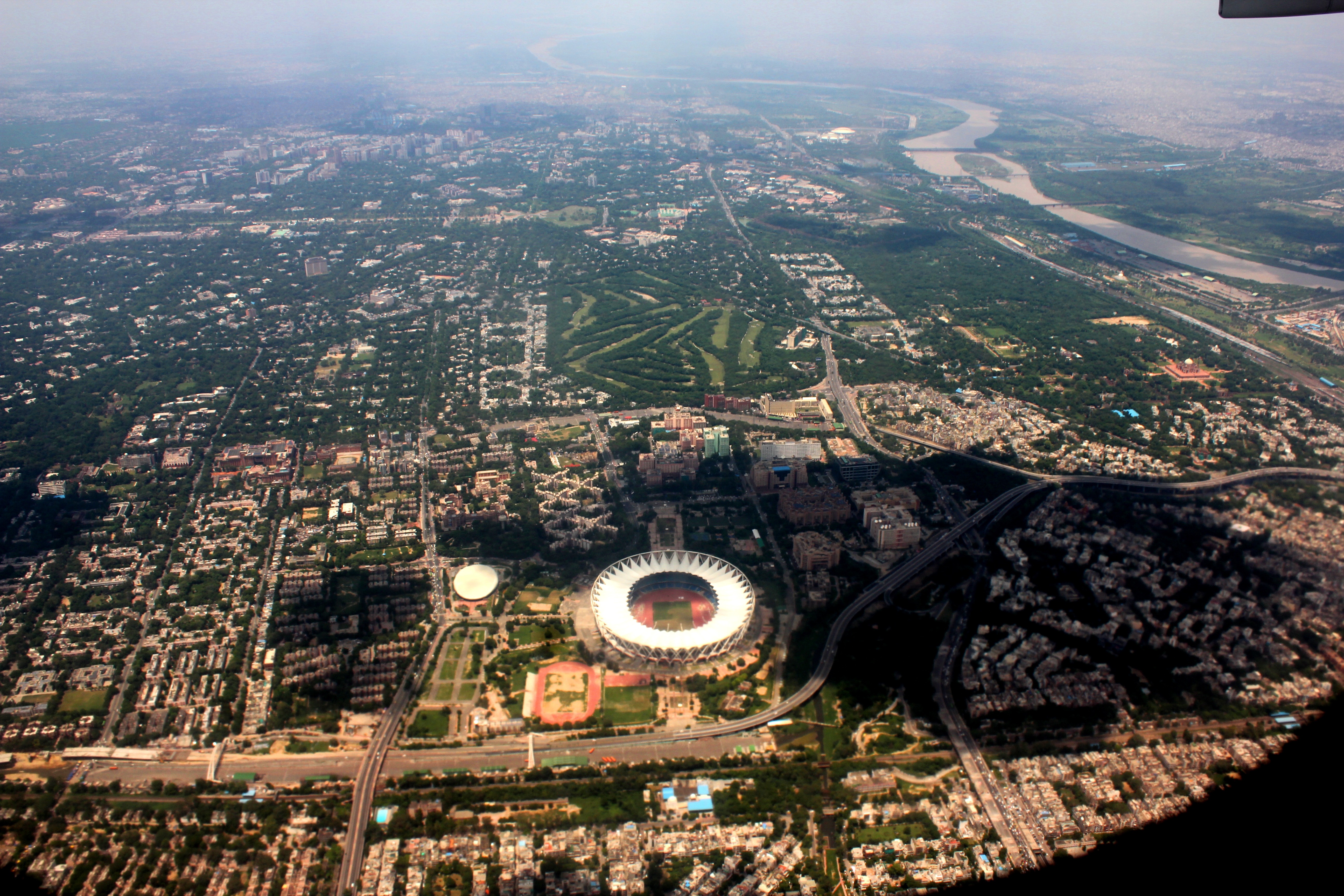
Blik over New Delhi

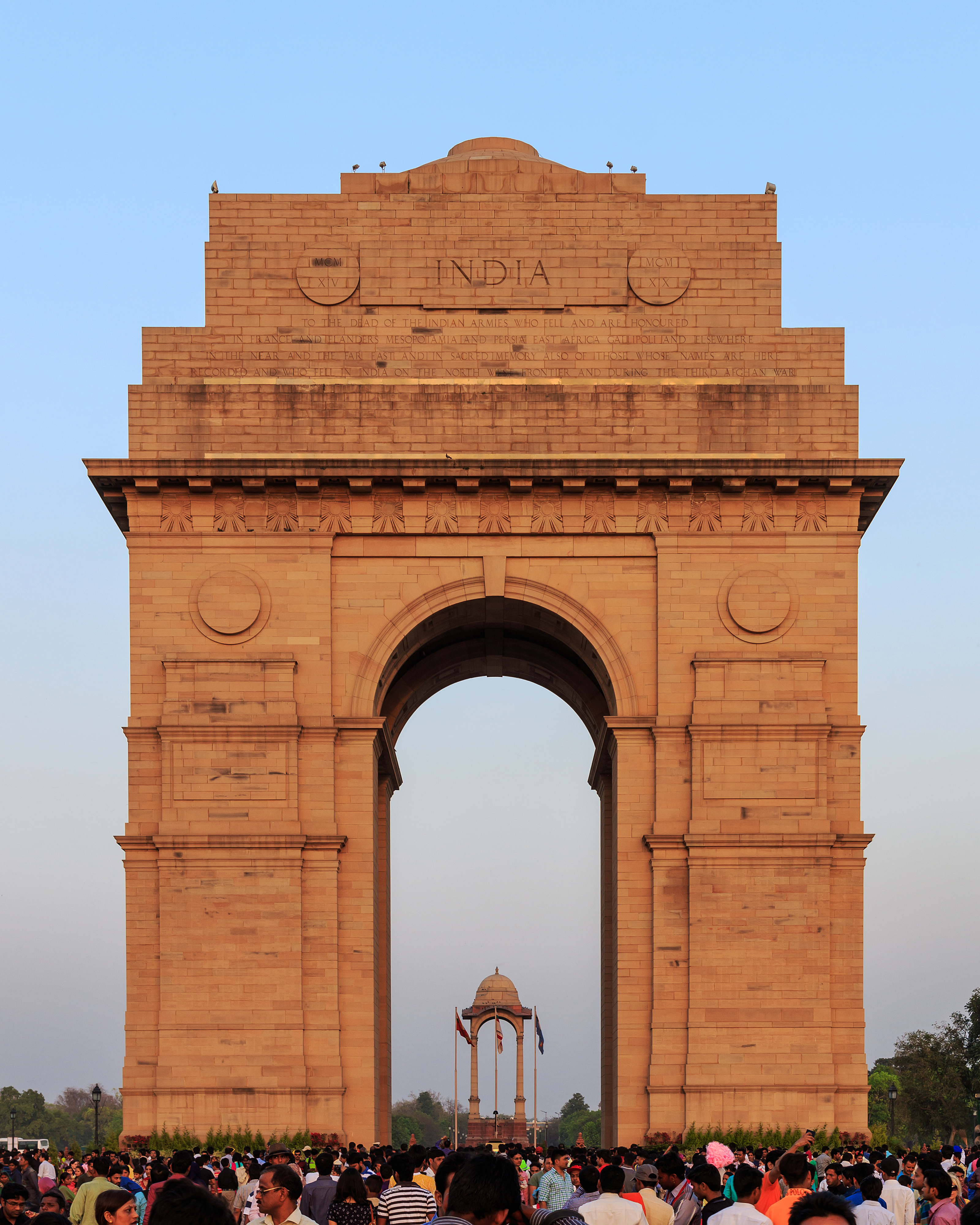
India Gate, New Delhi

## Bestuur en indeling
De gemeente New Delhi wordt bestuurd door de New Delhi Municipal Council (NDMC). De gemeente New Delhi komt echter niet helemaal overeen met het gelijknamige district New Delhi. Volgens de volkstelling van 2001 woonden er in het district New Delhi in totaal 171.806 mensen. 157.881 daarvan woonden in de gemeente New Delhi en 13.925 in de gemeente Delhi. De gemeente New Delhi is verder ook verspreid over de districten Centraal (3490 inw.), Zuidwest (89.943 inw.), Zuid (43.469 inw.) en Zuidoost.

## Milieu
Elk jaar worden stad en regio in de winter geplaagd door ernstige smog. Verkeer en industrie leveren elk hun aandeel. Daar komt nog de rook bij uit omringende deelstaten, ontstaan door boeren die hun akkers schoonbranden, een traditionele praktijk om de akkers voor het nieuwe seizoen gereed te maken. De luchtvervuiling door het massaal afsteken van vuurwerk tijdens het Divalifeest sluit de rij. De zaak wordt nog verergerd door het feit dat de stad in een geografische "kom" ligt. Op de lijst van meest vervuilde steden van de WHO staat New Delhi op de 6e plaats. De (stads)regering nam wel enkele maatregelen (zoals het inperken van het autoverkeer (om de dag rijden)) en heeft wel plannen, maar er is nog geen groot milieubewustzijn bij de mensen noch een milieubeweging die dat kan vormen en die een voldoende inbreng kan hebben bij het definitief helpen oplossen van dit probleem.

## Stedenbanden
- Moskou (Rusland)[4]
- Peking (China) (2013)[5]
- Samarkand (Oezbekistan)

## Bekende inwoners van New Delhi

### Geboren
- Paddy Ashdown (1941-2018), Brits liberaal-democratisch politicus
- Sanjay Gandhi (1946-1980), politicus
- Farida Jalal (1949), actrice
- Gulshan Grover (1955), acteur
- Neetu Singh (1958), actrice
- Michael Bennet (1964), Amerikaans senator voor Colorado
- Shahrukh Khan (1965), acteur en filmproducent
- Rahul Roy (1968), acteur
- Ajay Devgn (1969), acteur
- Anu Aggarwal (1969), actrice en sociale activist
- Rahul Gandhi (1970), politicus
- Saif Ali Khan (1970), acteur
- Siddhartha Mukherjee (1970), oncoloog, wetenschapper en auteur
- Kiran Desai (1971), schrijfster
- Bif Naked (1971), Canadese punkrockzangeres
- Jyoti Randhawa (1972), golfer
- Digvijay Singh (1972), golfer
- Ashmit Patel (1978), acteur
- Bhumika Chawla (1978), actrice
- Bipasha Basu (1979), actrice en model
- Shiv Kapur (1982), golfer
- Pulkit Samrat (1983), acteur
- Taapsee Pannu (1987), actrice
- Kriti Sanon (1990), actrice
- Yuki Bhambri (1992), tennisser
- Parimarjan Negi (1993), schaker
- Suraj Sharma (1993), acteur

### Overleden
- Mahatma Gandhi (1869-1948), jurist, politicus en spiritueel leider van India
- Raj Kapoor (1924-1988), acteur, filmregisseur en filmproducent
- Zohra Segal (1912–2014), actrice en danseres
- Raghbir Singh Bhola (1927-2019), hockeyer

### Woonachtig (geweest)
- William Dalrymple (1965), Schots historicus
- Gaurav Ghei (1968), golfer
- Himmat Rai (1987), golfer
- Rashid Khan (1991), golfer